# Espanha nos Jogos Olímpicos de Inverno de 1980
A Espanha competiu nos Jogos Olímpicos de Inverno de 1980, realizados em Lake Placid, Estados Unidos.